# Malaisdius
Malaisdius (лат.) — род жуков-стафилинид из подсемейства Staphylininae (Quediina). Описано 2 вида. Гималаи: северная Мьянма и Непал. Назван в честь шведского исследователя и энтомолога Рене Малеза (1892—1978).

## Этимология
Род Malaisdius посвящен шведскому исследователю и энтомологу Рене Малезу (1892—1978), который собрал большое разнообразие жуков-жужелиц на перевале Камбаити (штат Качин, северная Мьянма), в том числе и основной материал типового вида Malaisdius ruficeps (Scheerpeltz, 1965). Малез также известен изобретением ловушки для насекомых, носящей его имя (Ловушка Малеза), которая произвела революцию в знаниях о биоразнообразии насекомых и впервые была использована в значительных масштабах в Камбаити.

## Описание
Мелкие жуки с удлиненным блестящим телом (около 4 мм). Основная окраска коричневая (у Malaisdius ruficeps двухцветная, голова и переднеспинка рыжевато-красноватые, а надкрылья и брюшко буровато-чёрные с синим отблеском). В пределах линии Microsaurus, род Malaisdius может быть распознан по следующим признакам: диск надкрылий отчётливый, неровный и с глубоко вдавленными, фовеатными и сетчатыми точками; брюшные тергиты III—VI с отчётливыми, крупнопунктированными базальными вдавлениями, диск в остальном непунктирован или почти таков, точки удлинённые. По двум последним признакам виды Malaisdius поверхностно напоминают некоторых представителей рода Bolitogyrus Chevrolat, 1842, хотя у Bolitogyrus асетозные пунктуры всегда присутствуют, а переднеспинка полностью лишена микроскульптуры. Биология неизвестна. Род был впервые выделен в 2023 году для типового вида Quedius ruficeps Scheerpeltz, 1965 и Malaisdius smetanai из Непала.
- Malaisdius ruficeps (Scheerpeltz, 1965)
  - =Quedius ruficeps Scheerpeltz, 1965
- Malaisdius smetanai Brunke, 2023